# Julia Figueroa
Julia Figueroa Peña (ur. 7 kwietnia 1991 r. w Kordobie) – hiszpańska judoka, brązowa medalistka mistrzostw Europy i igrzysk europejskich, uczestniczka igrzysk olimpijskich w Rio de Janeiro, Zwyciężczyni Grand Prix w 2019 roku.

## Igrzyska olimpijskie
W 2016 roku wzięła udział w igrzyskach olimpijskich w Rio de Janeiro w rywalizacji do 48 kg. W drugiej rundzie została wyeliminowana przez Kubankę Dayaris Mestre Álvarez.
| Runda    | Przeciwniczka  | Wynik     | Osiągnięcie |
| -------- | -------------- | --------- | ----------- |
| 1. runda | Wolny los      | Wolny los | 2. runda    |
| 2. runda | Dayaris Mestre | P 000–011 | 2. runda    |